# CHEK1
CHEK1 (англ. Checkpoint kinase 1) – білок, який кодується однойменним геном, розташованим у людей на короткому плечі 11-ї хромосоми. Довжина поліпептидного ланцюга білка становить 476 амінокислот, а молекулярна маса — 54 434.
| 10         |  | 20         |  | 30         |  | 40         |  | 50         |
| ---------- |  | ---------- |  | ---------- |  | ---------- |  | ---------- |
| MAVPFVEDWD |  | LVQTLGEGAY |  | GEVQLAVNRV |  | TEEAVAVKIV |  | DMKRAVDCPE |
| NIKKEICINK |  | MLNHENVVKF |  | YGHRREGNIQ |  | YLFLEYCSGG |  | ELFDRIEPDI |
| GMPEPDAQRF |  | FHQLMAGVVY |  | LHGIGITHRD |  | IKPENLLLDE |  | RDNLKISDFG |
| LATVFRYNNR |  | ERLLNKMCGT |  | LPYVAPELLK |  | RREFHAEPVD |  | VWSCGIVLTA |
| MLAGELPWDQ |  | PSDSCQEYSD |  | WKEKKTYLNP |  | WKKIDSAPLA |  | LLHKILVENP |
| SARITIPDIK |  | KDRWYNKPLK |  | KGAKRPRVTS |  | GGVSESPSGF |  | SKHIQSNLDF |
| SPVNSASSEE |  | NVKYSSSQPE |  | PRTGLSLWDT |  | SPSYIDKLVQ |  | GISFSQPTCP |
| DHMLLNSQLL |  | GTPGSSQNPW |  | QRLVKRMTRF |  | FTKLDADKSY |  | QCLKETCEKL |
| GYQWKKSCMN |  | QVTISTTDRR |  | NNKLIFKVNL |  | LEMDDKILVD |  | FRLSKGDGLE |
| FKRHFLKIKG |  | KLIDIVSSQK |  | IWLPAT     |  |            |  |            |

A: Аланін

C: Цистеїн

D: Аспарагінова кислота

E: Глутамінова кислота

F: Фенілаланін

G: Гліцин

H: Гістидин

I: Ізолейцин

K: Лізин

L: Лейцин

M: Метіонін

N: Аспарагін

P: Пролін

Q: Глутамін

R: Аргінін

S: Серин

T: Треонін

V: Валін

W: Триптофан

Кодований геном білок за функціями належить до трансфераз, кіназ, серин/треонінових протеїнкіназ, фосфопротеїнів. 
Задіяний у таких біологічних процесах, як клітинний цикл, пошкодження ДНК, репарація ДНК, альтернативний сплайсинг. 
Білок має сайт для зв'язування з АТФ, нуклеотидами. 
Локалізований у цитоплазмі, цитоскелеті, ядрі.